# Tamgout Lalla Khedidja
Tamgout Lalla Khedidja är en bergstopp i Algeriet.   Den ligger i provinsen Bouira, i den norra delen av landet, 110 km öster om huvudstaden Alger. Toppen på Tamgout Lalla Khedidja är 2 312 meter över havet. Tamgout Lalla Khedidja ingår i Djebel Djurdjura.
Terrängen runt Tamgout Lalla Khedidja är bergig norrut, men söderut är den kuperad. Tamgout Lalla Khedidja ligger uppe på en höjd som går i öst-västlig riktning. Tamgout Lalla Khedidja är den högsta punkten i trakten. Runt Tamgout Lalla Khedidja är det ganska tätbefolkat, med 155 invånare per kvadratkilometer. Närmaste större samhälle är Chorfa, 12,7 km sydost om Tamgout Lalla Khedidja. Omgivningarna runt Tamgout Lalla Khedidja är i huvudsak ett öppet busklandskap.